# Tyus Edney
Tyus Dwayne Edney (Gardena, 14 febbraio 1973) è un ex cestista, allenatore di pallacanestro e dirigente sportivo statunitense, professionista nella NBA e in Europa.

## Carriera

Edney durante la semifinale dell'Eurolega 2001-2002

Iniziò la carriera cestistica nella NCAA, con UCLA, dove giocò dal 1991 al 1995.
Nel Draft NBA 1995 fu scelto dai Sacramento Kings, per cui giocò due stagioni. Nel 1998 approdò in Europa con lo Zalgiris Kaunas, dove vinse l'Eurolega.
L'anno successivo passò alla Benetton Basket, con la quale militò fino al 2004, salvo una parentesi, nel 2000-01, agli Indiana Pacers, conquistando due scudetti e tre coppe Italia. Ha dichiarato che per lui Treviso è come una seconda casa.
La sua avventura italiana non finì a Treviso, poiché, nel 2004-05, fu ingaggiato dalla Virtus Roma. Con la squadra capitolina disputò una stagione piuttosto deludente, quindi emigrò in Grecia, salvo poi rientrare in Italia nell'estate 2006 approdando a Bologna, sponda biancoblu, alla Fortitudo Bologna.
Nel 2007 ha giocato all'Azvomash di Mariupol' in Ucraina, squadra con la quale vinse il titolo nazionale.
Il 30 luglio 2008 è tornato in Italia firmando un contratto annuale con l'Orlandina Basket. In seguito all'esclusione dal campionato dei siciliani passa nel novembre dello stesso anno in Spagna al Siviglia.
È sposato con Ahinoa, brasiliana, dalla quale ha avuto un figlio.

## Statistiche

### College
| Anno       | Squadra     | PG  | PT | MP   | TC%  | 3P%  | TL%  | RP  | AP  | PRP | SP  | PP   |
| ---------- | ----------- | --- | -- | ---- | ---- | ---- | ---- | --- | --- | --- | --- | ---- |
| 1991-1992  | UCLA Bruins | 32  | 4  | 18,3 | 47,2 | 34,1 | 79,7 | 2,1 | 2,8 | 1,3 | 0,0 | 5,6  |
| 1992-1993  | UCLA Bruins | 33  | 33 | 36,6 | 48,3 | 41,5 | 84,1 | 3,5 | 5,6 | 1,9 | 0,1 | 13,6 |
| 1993-1994  | UCLA Bruins | 28  | 28 | 31,8 | 46,6 | 37,5 | 82,0 | 3,4 | 5,8 | 1,6 | 0,3 | 15,4 |
| 1994-1995† | UCLA Bruins | 32  | 32 | 30,5 | 49,7 | 37,9 | 76,4 | 3,1 | 6,8 | 2,3 | 0,2 | 14,3 |
| Carriera   | Carriera    | 125 | 97 | 29,3 | 48,1 | 38,3 | 80,5 | 3,0 | 5,2 | 1,8 | 0,1 | 12,1 |

### NBA

#### Regular Season
| Anno      | Squadra          | PG  | PT | MP   | TC%  | 3P%  | TL%  | RP  | AP  | PRP | SP  | PP   |
| --------- | ---------------- | --- | -- | ---- | ---- | ---- | ---- | --- | --- | --- | --- | ---- |
| 1995-1996 | Sacramento Kings | 80  | 60 | 31,0 | 41,2 | 36,8 | 78,2 | 2,5 | 6,1 | 1,1 | 0,0 | 10,8 |
| 1996-1997 | Sacramento Kings | 70  | 20 | 19,7 | 38,4 | 19,0 | 82,3 | 1,6 | 3,2 | 0,9 | 0,0 | 6,9  |
| 1997-1998 | Boston Celtics   | 52  | 7  | 12,0 | 43,1 | 30,0 | 79,3 | 1,1 | 2,7 | 1,0 | 0,0 | 5,3  |
| 2000-2001 | Indiana Pacers   | 24  | 0  | 11,0 | 38,5 | 16,7 | 89,7 | 1,0 | 2,3 | 0,7 | 0,0 | 4,4  |
| Carriera  | Carriera         | 226 | 87 | 21,0 | 40,5 | 32,2 | 80,6 | 1,7 | 4,0 | 1,0 | 0,0 | 7,6  |

#### Playoffs
| Anno     | Squadra          | PG | PT | MP   | TC%  | 3P%  | TL%  | RP  | AP  | PRP | SP  | PP   |
| -------- | ---------------- | -- | -- | ---- | ---- | ---- | ---- | --- | --- | --- | --- | ---- |
| 1996     | Sacramento Kings | 4  | 4  | 30,3 | 42,9 | 25,0 | 83,3 | 3,0 | 2,8 | 2,0 | 0,0 | 12,0 |
| 2001     | Indiana Pacers   | 2  | 0  | 5,0  | 28,6 | 0,0  | 0,0  | 0,0 | 1,5 | 0,5 | 0,0 | 2,0  |
| Carriera | Carriera         | 6  | 4  | 21,8 | 40,8 | 22,2 | 76,9 | 2,0 | 2,3 | 1,5 | 0,0 | 8,7  |

## Palmarès

### Club

#### College
- Campione NCAA: 1

UCLA: 1995

#### Competizioni nazionali
- Campionato lituano: 1

Žalgiris Kaunas: 1998-99
- Coppa dei Campioni: 1

Žalgiris Kaunas: 1998-99
- Lega Nord Europea NEBL: 1

Žalgiris Kaunas: 1999
- Coppa Italia: 3

Pall. Treviso: 2000, 2003, 2004
- Supercoppa italiana: 2

Treviso: 2001, 2002
- Campionato italiano: 2

Pall. Treviso: 2001-02, 2002-03
- Campionato ucraino: 1

Azovmash Mariupol': 2007-08
- Coppa di Ucraina: 1

Azovmash Mariupol': 2008

### Individuale

#### NBA
- NBA All-Rookie Second Team: 1

1996

#### Europa
- Euroleague Final Four MVP: 1

Žalgiris Kaunas: 1998-99
- MVP Supercoppa italiana: 2

2001, 2002
- All-Euroleague First Team: 2

2001-02, 2002-03
- MVP Coppa Italia Serie A: 1

2003